# ذفرة
الذَّفِرَة الزَّفِرَة أو أُم رُمَيْل أو مقيبل الشمس (الاسم العلمي: Cleome) هي جنس من النباتات تتبع الفصيلة الذفرية من رتبة الكرنبيات.

## أنواع الذفرة
- ذفرة رجل الطير
- ذفرة عربية
- ذفرة غلوكية
- ذفرة كليلة الثمرة
- ذفرة ندية الأوراق
- ذفرة ذهبية الأزهار
- ذفرة قصيرة الثمار
- ذفرة لزجة
- ذفرة متناقضة
- ذفرة زنمردية
- ذفرة إصبعية
- ذفرة أحادية الأوراق
- ذفرة جيمسونية
- ذفرة خماسية العروق
- ذفرة شاذة
- ذفرة شعرية
- ذفرة شلشترية
- ذفرة طويلة الساق
- ذفرة عزلاء
- ذفرة غويانية
- ذفرة كبيرة الأوراق
- ذفرة شوكاء
- ذفرة كوستاريكية
- ذفرة متناثرة الأوراق
- ذفرة إيبيرية
- ذفرة برييرية
- ذفرة بوجيرية
- ذفرة بوليفية
- ذفرة ترولية
- ذفرة ثنائية التفرع
- ذفرة ثنائية اللون
- ذفرة حادة البتلات
- ذفرة حرجية
- ذفرة خشنة الثمار
- ذفرة خشنة السويق
- ذفرة سقطرية
- ذفرة سميكة الميسم
- ذفرة شمبرية
- ذفرة شيلية
- ذفرة صغيرة الثمار
- ذفرة صقيعية
- ذفرة ضيقة التويجية
- ذفرة طويلة الأوراق
- ذفرة غردنرية
- ذفرة غرنديدية
- ذفرة غوسويلرية
- ذفرة فردرمانية
- ذفرة فريسية
- ذفرة قرمزية غامقة
- ذفرة قليلة الأسدية
- ذفرة كبيرة الثمار
- ذفرة كبيرة الجذور
- ذفرة كثيفة الأوراق
- ذفرة لاطئة الأوراق
- ذفرة لحمية
- ذفرة مخططة
- ذفرة مسننة الحوافي
- ذفرة مكسيكية
- ذفرة منتشرة
- ذفرة وردية
- ذفرة يونانية
- ذفرة إبرية
- ذفرة خضراء
- ذفرة أرجوانية
- ذفرة صغيرة الأوراق
- ذفرة صفراء
- ذفرة رفيعة الأوراق
- ذفرة عريضة الأوراق
- ذفرة وبرية
- ذفرة ورقية
- ذفرة ياقوتية
- ذفرة متقاربة
- ذفرة شفاينفورتية